# 山田庄一
山田庄一（やまだ しょういち、1925年9月25日 - ）は、古典演劇の製作者、評論家。

## 略歴
大阪府大阪市船場生まれ。水落潔は実弟。1947年京都帝国大学医学部薬学科卒。岐阜薬科大学助教授、毎日新聞記者をへて、1966年国立劇場の開場にあたり創立メンバーとなり国立劇場に勤務。演出室長、芸能部副部長、調査養成部長、1982年国立劇場理事。国立文楽劇場理事を務めた。

## 著書
- 『文楽入門』文研出版・文研の芸能鑑賞シリーズ　1977
- 『かしら 日本の人形芝居』福田文男写真 立風書房 1980
- 『歌舞伎音楽入門』音楽之友社・音楽選書　1986
- 『伝統芸能シリーズ 文楽』ぎょうせい　1990
- 『上方芸能今昔がたり　昭和の舞台覚え書き』岩波書店、2013
- 『京なにわ 暮らし歳時記　船場の「ぼん」の回想録』 岩波書店、2021年 ISBN 978-4000615082

### 共編著
- 『文楽 人形の美学」森晋六,榎本由喜雄共編 写真:林嘉吉 毎日新聞社 1974
- 『二人の名優 二代目實川延若と三代目中村梅玉』渡辺保共著 演劇出版社 2016

## その他

### 出演
- 新・にっぽんの芸能「蔵出し！名舞台　上方舞 吉村雄輝」（2022年10月21日、NHK Eテレ）[6]